# خير موضع (حبيش)

تعديل مصدري - تعديل

خير موضع هي إحدى قرى عزلة السلق بمديرية حبيش التابعة لمحافظة إب، بلغ تعداد سكانها 413 نسمة حسب تعداد اليمن لعام 2004.